# Захаровское сельское поселение (Рязанская область)
Захаровское сельское поселение — муниципальное образование (сельское поселение) в составе Захаровского района Рязанской области России.
Административный центр — село Захарово.

## История
Захаровское сельское поселение образовано в 2006 г.

## Население
| 2010  | 2012  | 2013  | 2014  | 2015  | 2016  | 2017  |
| ----- | ----- | ----- | ----- | ----- | ----- | ----- |
| 3017  | ↗3023 | ↗3047 | ↘3043 | ↗3058 | ↘3022 | ↘2980 |
| 2018  | 2019  | 2020  | 2021  | 2023  |       |       |
| ↘2918 | ↘2872 | ↘2866 | ↘2585 | ↘2524 |       |       |

## Состав сельского поселения
| № | Населённый пункт | Тип населённого пункта       | Население |
| - | ---------------- | ---------------------------- | --------- |
| 1 | Захарово         | село, административный центр | ↘2336     |
| 2 | Катагоща         | село                         | ↘177      |
| 3 | Спасские Выселки | село                         | ↘72       |